# 星野貴紀
星野貴紀（日语：／ Hoshino Takanori，1980年5月22日—），是出生於日本栃木縣的男性配音員、舞台劇演員，所屬Office PAC事務所。

## 人物
- 在小學高年級時就已經長到現在的身高。
- 高中時屬於戲劇部，在就讀的聲優學校「OfficePAC」發表的戲劇作品中負責照明的工作。
- 家裡實際上是種草莓的，但是他卻有對草莓花粉過敏的花粉症。
- 笑點很低，屢次發生到了相同的地方卻發出「耶？是這裡嗎？」的疑問而引起哄堂大笑的事情。
- 自己不但主辦「劇團四疊半」的活動，還親自編寫劇本，展現了他多方面的才能。
- 出身自『校園瘋神榜』企畫「Voice系聲優部」。當時的暱称為「ノッポ」（意指很高的傢伙），這個暱称的初次出現是來自於當時他參加配音的作品（『閃靈二人組』）的ED字幕。有著和暱称一樣的190cm身高（※ 也有194cm的說法），曾經從電車下來時不小心撞到頭，據說從小時開始只要不注意就會發生這種事。實際上星野也曾在2005年秋天時在人行道跌倒過，下巴還因此縫了五針。
- 在『槍與劍』播放時，曾在活動中親自cosplay自己配音的角色梵安。那個又高又瘦的身材簡直像極了梵安本人，因此在粉絲間得到了好評。另外從同節目所衍生的網路廣播『星野貴紀のおら! アミーゴス』，自報自己是家裡種草莓的草莓王子，讓人見識到他天然純真的一面。
- 由於幫『光速蒙面俠21』中擔任惡魔蝙蝠隊的主要防守員十文字一輝配音的關係，為了要和角色有連結還因此染了金髮來展現他的敬業精神。
- 在遊戲王官方卡片遊戲（遊戲王OCG）的實力是『遊戲王5D's』出演者們之中的頂點。
- 在2018年接任青柳隆志成爲華特迪士尼公司的官方吉祥物--米奇老鼠的第三代日文配音員。

## 出演作品

### 電視動畫
2002年
- 聖石小子（アナウンサー、衛兵、カジノ従業員、見物客、操舵士）
- 魔力女管家（德雷克賽爾）
- 閃靈二人組（冬木士度 他）

2003年
- 萬花筒之星（使劍人）

2004年
- 忘卻的旋律（岬的人們）
- 爆裂天使（小孩子1）
- 女孩萬歲first season（疾風、棒球隊員）
- 巖窟王（執行人）
- 次元艦隊（菊池雅行）
- 烘焙王（波普・凱薩 他）

2005年
- 女孩萬歲second season（疾風、男學生、不良、偽ぽよんちゃん）
- 光速蒙面俠21（十文字一輝、選手、學生）
- 槍與劍（梵安、帕利卡魯）

2006年
- 名探偵柯南（桧垣敏則、日影呈一）
- 陰守忍者（陰守半藏、長老、極惡組若頭）
- 死亡代理人（兵士）
- 數碼獸拯救者（伊萬）
- 無罪的維納斯（半平武市）
- NIGHT HEAD GENESIS（Y）
- 太陽的黙示録（隊長）
- 驅魔少年（隊長）

2007年
- 遊戲王GX（歐涅斯特）
- 鋼鐵三國志（曹丕子桓）
- 殭屍借貸（沢渡乙、ちびざらめ）
- 節哀唷♥二之宮同學（蛇島反夫）

2008年
- 遊戲王5D's（傑克・亞特拉斯）
- RD 潛腦調查室（イシオ）
- 骷髏13（トム・ハットン、囚犯）
- 神薙（響大鐵）
- 機動戰士鋼彈00（空母人員）

2009年
- 蠟筆小新（白襯衫）
- 黑神（森羅）
- 迷宮塔（騎士團）

2010年
- 閃光的夜襲（鍵谷棗）
- 妖怪少爺（猩影）

2011年
- 「C」（川島）
- 妖怪少爺 千年魔京（猩影）
- NO.6（富良、隊長）
- UN-GO（佐佐木木彦）
- 夏目友人帳 參（鐵輪（カナワ））

2012年
- 宇宙兄弟（新田零次）
- 黑子的籃球（原澤克德）
- 來自新世界（鏑木肆星）

2013年
- 進擊的巨人（米塔比·雅哈）
- 名偵探柯南（萬年定夫 ※第698話「相信嗎！UFO墮落事件」）
- 黑子的籃球 第二季（原澤克德）
- 蠟筆小新（小頓、做體操的大哥哥、刑警）

2014年
- 魔神之骨（格拉迪斯／黑劍魚）
- 排球少年！！（海信行）
- 乒乓 THE ANIMATION（大田）
- 遊戲王ARC-V（傑克・亞特拉斯）
- HAMATORA ─超能偵探社─（赫倫利正義）
- 東京殘響（警察）

2015年
- 牙狼〈GARO〉-炎之刻印-（領主）
- 攻殼機動隊 ARISE ALTERNATIVE ARCHITECTURE（萊森、新聞的聲音）
- 絕命制裁X（Mr.阿斯特羅）
- 銀魂°（月雄）
- 遊戲王ARC-V（傑克·亞特拉斯）
- 學戰都市Asterisk（雷士達·馬可菲爾）
- 流浪神差 ARAGOTO（陸巴）
- 牙狼〈GARO〉-紅蓮之月-（藤原保昌[1]）
- 排球少年！！ 第2期（海信行）
- 終結的熾天使 名古屋決戰篇（鍵山太郎）
- 進擊！巨人中學校（ミタビ）

2016年
- UTOPA（大鷲）
- 學戰都市Asterisk 2nd SEASON（雷士達·馬可菲爾）
- 甲鐵城的卡巴內里（沙梁）
- 名侦探柯南（卡尔·莫里斯）
- 在下坂本，有何貴幹？（廣平）
- RS計劃 -Rebirth Storage-（澤渡雄一郎）

2017年
- 鬼平（平十）
- 蠟筆小新（上班族）
- 巴哈姆特之怒 VIRGIN SOUL（但丁）
- 舞動青春（峰吾郎）
- 牙狼-GARO- -VANISHING LINE-（料理人三人組、霍拉）
- 將國戡亂記（吉貝爾）

2018年
- DARLING in the FRANXX（081）
- 錢進球場（澀谷章）
- 罪人與龍共舞（耶斯帕·李維·拉齊）
- 新幹線戰士（羽島龍膽）
- 名侦探柯南（内海德郎）
- 強風吹拂（平田彰宏[2]）
- 寄宿學校的茱麗葉（傑尼·雷克斯[3]、學生、男學生）

2019年
- 蠟筆小新（醫生）
- 閃電十一人 獵戶座的刻印（佩克卡・雷阿姆）
- 路人超能100 II（芹澤）
- PSYCHO-PASS心靈判官 3（廿六木一童）
- 刀劍神域 Alicization War of Underworld（西古羅西古）

2020年
- 寶石商人理察的謎鑑定（穂村貴志）
- 排球少年！！ TO THE TOP（海信行）
- 闇影詩章（Zwei）
- 恋与制作人～EVOL×LOVE～（Hades）
- 小碧藍幻想！（丹特）

2021年
- SSSS.DYNAZENON（稻本小姐的丈夫）
- 擾亂 THE PRINCESS OF SNOW AND BLOOD（琴玉）
- 新幹線戰士Z（羽島龍膽）
- 鬥神姬G's Flame（雨宮巖、大聖農）
- 狂熱深淵 迷失的孩子（隊長）
- 魯邦三世 PART6（殺手③）

2022年
- 最遊記RELOAD -ZEROIN-（蒼真道士）
- 轉生賢者的異世界生活～取得第二職業，成為世界最強～（蓋爾）
- OVERLORD IV（第十席次）
- 路人超能100 III（芹澤）

2023年
- 文豪Stray Dogs 4th SEASON（橫溝）
- JoJo的奇妙冒險 石之海（多納提羅·凡蘇斯）
- 開闊天空！光之美少女（西多·娃塔兒〈第2代〉）
- 龍族拼圖（湯姆·萊特寧格）

2024年
- 金屬口紅（格里高利）
- 闇影詩章F（Zwei）
- 神奇柑仔店 錢天堂（玖須原勇信）
- 孤單一人的異世界攻略（奧姆伊領主）

2025年
- 龍族拼圖（拜託星人）
- 平凡上班族到異世界當上了四天王的故事（席爾菲德[4]）
- 紅戰士在異世界成了冒險者（豪迪）
- 金牌得主（加護耕一）
- 中禪寺老師妖怪講義錄 解謎就交給老師。（木場修太郎[5]）

### OVA
2017年
- SUPER LOVERS（鞋店店主）

2019年
- 路人超能100 第一回靈能相談所員工旅遊～填滿內心的療癒之旅～（芹澤克也）

### 劇場版動畫
- 10th週年劇場版 遊戲王 ～超融合！跨越時空的羈絆～（傑克・亞特拉斯）

2017年
- Fate/kaleid liner 魔法少女☆伊莉雅 雪下的誓言（薩卡利·恩茲華斯）

### 網路動畫
2016年
- 寶可夢世代（希巴）

2017年
- 拳皇命运（八神庵）

### 遊戲
- 天使計畫（梅菲斯特）
- 銀河天使II 無限回廊の鍵（カルバドゥス・カジェル）
- 遊戲王5D's 渦輪破壞者（傑克・亞特拉斯）
- 遊戲王5D's Tag Force 4（傑克・亞特拉斯）
- 遊戲王5D's Tag Force 5（傑克・亞特拉斯）
- 遊戲王5D's Tag Force 6（傑克・亞特拉斯）
- 遙遠時空5（土方歲三）
- 拳皇系列（八神庵<从拳皇XIV开始>）
- GE王者之劍（科特）
- Fate/Grand Order（土方歲三）
- 百萬亞瑟王Arcana Blood（八神庵）
- SNK女傑狂熱大亂鬥（X小姐<男性版>）
- 王國之心III（米奇老鼠）
- 王國之心記憶旋律（米奇老鼠）
- 原神（「富人」潘塔羅涅）
- 寶可夢大師（桄榔）

### 外語配音
電視/電影
| 年份 | 作品                   | 角色                     | 演員                | 媒介                               |
| ---- | ---------------------- | ------------------------ | ------------------- | ---------------------------------- |
| 2013 | 超人：鋼鐵英雄         | 超人/克拉克·肯特/凱·艾爾 | 亨利·卡菲爾         | 公映/影碟版本                      |
| 2015 | 特務型戰               | 拿破崙·蘇洛              | 亨利·卡菲爾         | 影碟版本                           |
| 2016 | 蝙蝠俠對超人：正義曙光 | 超人/克拉克·肯特/凱·艾爾 | 亨利·卡菲爾         | 公映/影碟版本                      |
| 2017 | 沙堡                   | 賽維森上尉               | 亨利·卡菲爾         | 影碟版本                           |
| 2017 | 正義聯盟               | 超人/克拉克·肯特/凱·艾爾 | 亨利·卡菲爾         | 公映/影碟版本                      |
| 2020 | 天才少女福爾摩斯       | 夏洛克·福爾摩斯          | 亨利·卡菲爾         | Netflix串流媒體                    |
| 2004 | 旺角黑夜               | 林來福                   | 吳彥祖              | 影碟版本                           |
| 2013 | 米奇歡樂多             | 米奇老鼠                 | 克里斯·達瑪托普拉斯 | 迪士尼頻道/YouTube/Disney+串流媒體 |
| 2017 | 西遊伏妖篇             | 沙悟淨                   | 巴特爾              | 公映/影碟版本                      |
| 2018 | 碳變（S1）             | 武·科瓦奇                | 祖爾·堅納文         | Netflix串流媒體                    |
| 2018 | 無聲絕境               | 李·阿伯特                | 約翰·卡拉辛斯基     | 影碟版本                           |
| 2019 | 太空使命               | 愛德華·鮑德溫            | 祖爾·堅納文         | AppleTV串流媒體                    |
| 2019 | 孟買酒店               | 大衛                     | 艾米·漢默           | 影碟版本                           |
| 2020 | 米奇妙妙世界           | 米奇老鼠                 | 克里斯·達瑪托普拉斯 | 迪士尼頻道/YouTube/Disney+串流媒體 |

### 廣播劇CD
- 光速蒙面俠21 DRAMA FIELD 1（十文字一輝）
- 網路廣播 voice theater 『薔薇のマリア』Don't make me alone（トマトクン）
- 天使計畫 原創廣播劇CD 『Boys, be ambitious!』（梅菲斯特）
- 槍與劍（梵安）
  - エピソード+
  - バラエティ・アルバム 『いつだって波乱ヴァン丈』
- 閃靈二人組（冬木士度）
  - TARGET G
  - TARGET B
  - マリンレッドを奪り還せ 〜Legend of Vampire〜
  - 永遠の絆を奪り還せ! 編
  - 1 〜Beast Howling〜
  - 2 〜Bug's Karma〜
  - 3 〜the origin〜
- NIGHT HEAD GENESIS 廣播劇CD 〜時の迷子〜 (Y)
- 魔法使いの娘（鈴の木無畏）

## 外部連結
- オフィスPAC的個人介紹 （页面存档备份，存于）
- MO-TWO （页面存档备份，存于）
- 星野貴紀のおら! アミーゴス（網路廣播） （页面存档备份，存于）
- 劇団四畳半

1. ↑  . 「牙狼-紅蓮ノ月-」GAROアニメシリーズ第2弾！.   [2015-10-30].
2. ↑  . 電視動畫「強風吹拂」官方網站.   [2018-05-31]. （原始内容存档于2018-06-20）.
3. ↑  . 電視動畫「寄宿學校的茱麗葉」官方網站.   [2018-08-31]. （原始内容存档于2021-08-11）.
4. ↑  . Comic Natalie. 2024-10-20  [2024-10-20] （日语）.
5. ↑  . Comic Natalie. 2025-01-16  [2025-01-16]. （原始内容存档于2025-01-23） （日语）.